# Rue Barbès (Montrouge)
Pour les articles homonymes, voir Rue Gabriel-Péri.
La rue Barbès est une voie de communication de Montrouge. 
Elle présente la particularité avec six autres voies et places de la commune d'être gérée par le Conseil départemental des Hauts-de-Seine et ne relève pas de la compétence administrative de la ville.

## Situation et accès
Cette rue orientée d'ouest en est, commence son tracé dans l'axe de la rue Gabriel-Péri et se termine aux bornes de Paris.
Elle est accessible par la station de métro Mairie de Montrouge sur la ligne 4 du métro de Paris, et la gare de Gentilly, desservie par la ligne B du RER.

## Origine du nom
Cette rue de Montrouge porte le nom d'Armand Barbès (1809-1870), homme politique né à Pointe-à-Pitre.

## Historique

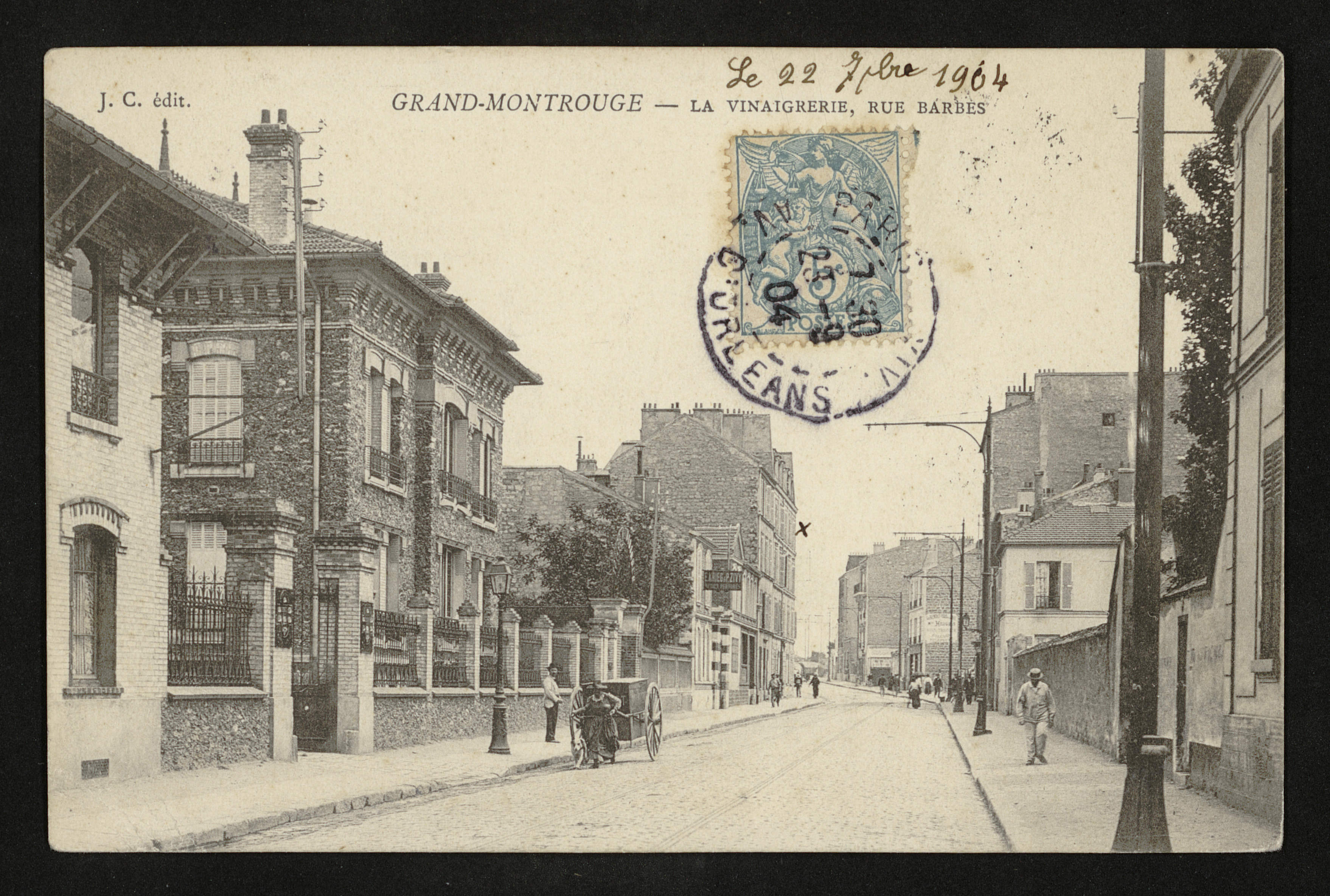
La vinaigrerie, rue Barbès, en 1904.

Cette voie de communication s'appelait autrefois rue de la Princesse ou rue de Montrouge.
Sa partie occidentale fut ensuite renommée rue Vincennes tandis que l'extrémité est prenait son nom actuel.
Sa proximité avec le boulevard périphérique fait que de nombreux immeubles de bureaux s'y élèvent.

## Bâtiments remarquables et lieux de mémoire

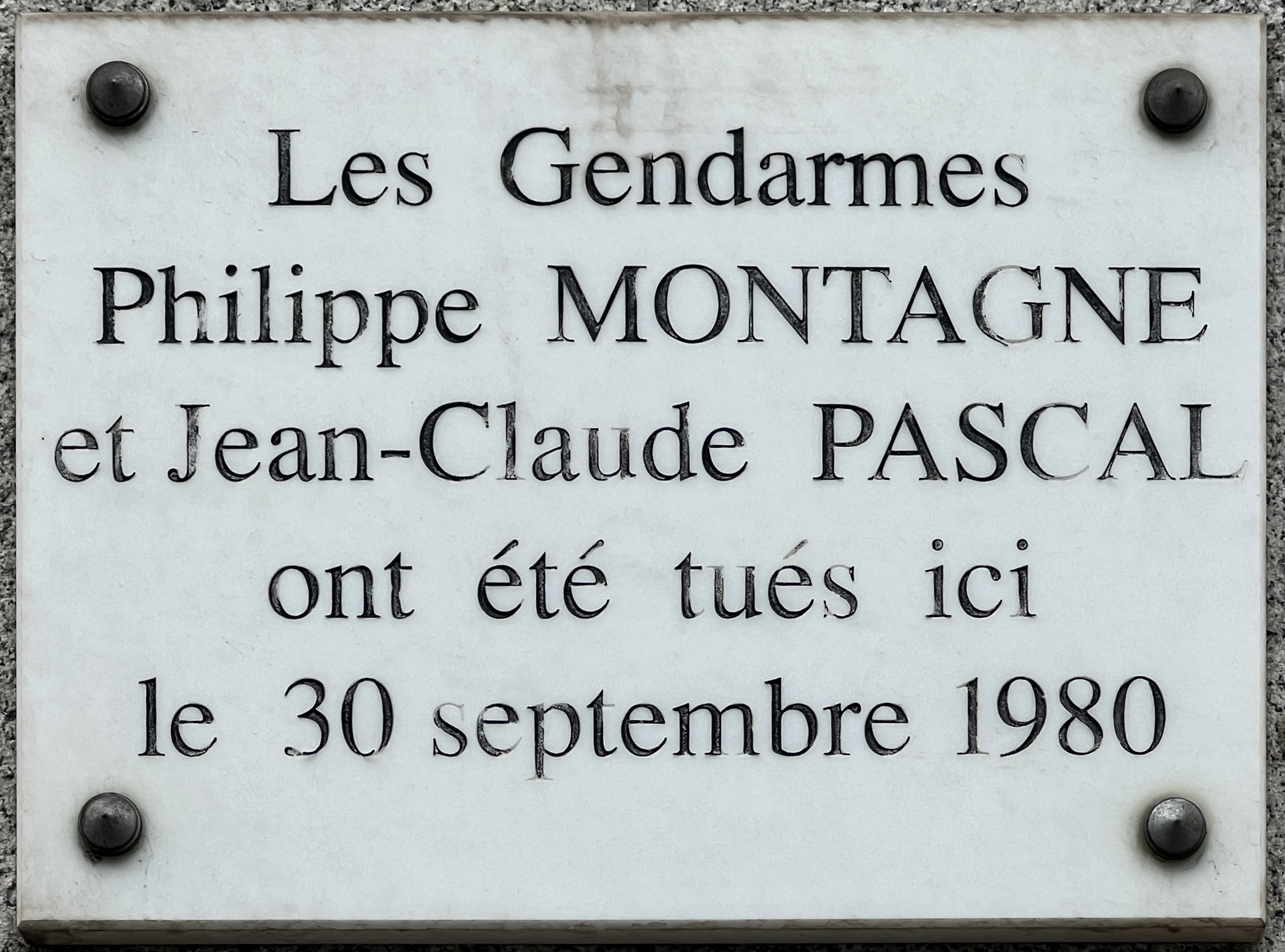
Plaque à la mémoire des gendarmes Philippe Montagne et Jean-Claude Pascal.

- Aqueduc de la Vanne, qui passe en souterrain à la limite de Paris.
- No 5 : siège du journal Le Nouveau Détective[6].
- No 11 (ancien no 7 et anciens nos 7 à 9 rue Louis-Lejeune[7]) : emplacement de l'ancienne entreprise Krieg & Zivy, fondée en 1889 par Edmond Krieg et Paul Zivy, ingénieurs E.C.P associés. Installée dans une ancienne usine de perforation de tôles (maisons A. Givry et A. Mourot, respectivement fondés en 1840 et en 1850), l'entreprise prospère en développant une gamme de chaises et de tables ajourées (1897) puis en fabriquant des étuis rigides en aluminium et des tubes en étain et en plomb pour couleurs, produits pharmaceutiques etc. (1904). Après la création d'ateliers de pliage (1936) et de chaudronnerie d'acier inoxydable (1944, sous la raison sociale Tramela), le site arrive à saturation dans les années 1960. Les unités de fabrication sont délocalisées en 1961 dans une nouvelle usine construite à Chevrières (Oise) où sera fabriqué un nouveau produit phare issu d'un brevet américain : la porte pliante « Kazed » (pour Krieg & Zivy). En 1966, la société Krieg & Zivy transfère son siège social de Montrouge au Plessis-Robinson (Hauts-de-Seine)[8].
- No 14 (vers 1929) : adresse de l'ancien atelier de photogravure Gillard[9]
- No 18 : siège du groupe Bayard[10].
- Emplacement de l'ancienne Vinaigrerie centrale de France, inscrite au patrimoine sous la référence IA00076109[11].
- Nombreuses carrières souterraines ainsi qu'un fontis remblayé[12].